# Ammoniakwasser
Ammoniakwasser, auch Salmiakgeist genannt, ist die Bezeichnung für wässrige Lösungen von Ammoniak (NH3) unterschiedlicher Konzentration. Die Lösungen sind farblos, haben einen stechenden Geruch und reagieren basisch. Konzentrierte Lösungen wirken ätzend. Die verbreitete Bezeichnung „Ammoniumhydroxid“ ist irreführend, da eine chemische Verbindung NH4OH nicht isoliert werden kann.

## Andere Namen
Veraltete und volkstümliche Namen des Ammoniakwassers leiten sich aus seiner Gewinnung her. Kaustisches Ammoniak wird durch Kaustifizierung, Salmiakgeist aus Salmiak und Hirschhorngeist aus Hirschhornsalz gewonnen.
Der Begriff Liquor ammonii caustici (als Bezeichnung für 9,9 bis 10 % Ammoniak enthaltenden Salmiakgeist) wurde früher in den Naturwissenschaften verwendet, ist heute jedoch veraltet.
Höher konzentrierte Lösungen werden industriell teilweise auch als (Ammoniak-)Starkwasser bezeichnet.
Außerdem wird die Ammoniak-Lösung veraltet auch als kaustischer Ammoniak, ätzendes Ammoniak bzw. Ammoniaklauge bezeichnet.

## Geschichte
Ammoniak ist bereits den alten Ägyptern und Arabern bekannt gewesen. Weiteres zur Geschichte, siehe unter Ammoniak.
Nach der überholten Modellvorstellung von Arrhenius wurde unter einer Base (Alkali) eine Verbindung verstanden, die Hydroxid-Ionen in Wasser freisetzen kann. Um das Verhalten von Ammoniak erklären zu können, wurde angenommen, dass Ammoniak in Wasser Ammoniumhydroxid-Moleküle bilden würde:
{\displaystyle \mathrm {NH_{3}+H_{2}O\ \longrightarrow NH_{4}OH} }
Diese Moleküle dissoziieren in einer Gleichgewichtsreaktion teilweise in Ammonium-Ionen und Hydroxid-Ionen:
{\displaystyle \mathrm {NH_{4}OH\rightleftharpoons NH_{4}^{+}+OH^{-}} }
Mit dieser Vorstellung konnte die – im Vergleich zu Basen wie Natriumhydroxid nur schwache – basische (alkalische) Wirkung erklärt werden. Obgleich diese Vorstellung nicht der Realität entsprach, lieferte sie die Grundlage für das Entstehen der Bezeichnung „Ammoniumhydroxid“ für wässrige Lösung von Ammoniak.

## Eigenschaften
Ammoniak löst sich sehr gut in Wasser, deutlich besser als andere Gase wie Sauerstoff oder Kohlenstoffdioxid. Die Löslichkeit ist abhängig von der Temperatur und dem Partialdruck des gasförmigen Ammoniaks. Ein Liter Wasser nimmt bei Normaldruck und bei 0 °C 880 g (1142 l), bei 20 °C 520 g, bei 40 °C etwa 340 g und bei 100 °C nur noch 75 g von gasförmigem Ammoniak auf. Die Lösungsenthalpie des Ammoniaks bei 25 °C beträgt −30,64 kJ/mol.
Aus Ammoniakwasser verdunstet Ammoniak wegen seines höheren Dampfdrucks wesentlich schneller als das Wasser, weshalb die Ammoniak-Konzentration in offenen Gefäßen mit der Zeit abnimmt. Dabei tritt der typische, stechend-scharfe Ammoniakgeruch auf. Der Dampfdruck einer 25%igen Lösung mit 20 °C liegt bei 483 hPa. Durch Erwärmung einer Lösung lässt sich Ammoniak leicht austreiben. Der Siedepunkt einer 25%igen Lösung liegt bei nur 37,7 °C, der einer 32%igen Lösung bei 24,7 °C.
| Dampfdruck von verschieden konzentrierten Lösungen von Ammoniakwasser |     |     |     |
| Massenanteil in % bei 20 °C                                           | 25  | 28  | 32  |
| Dampfdruck in hPa                                                     | 483 | 635 | 837 |

Die Dichte und der Gefrierpunkt von Ammoniakwasser fallen mit steigendem Gehalt an Ammoniak:
| Gehalt, Molarität, Dichte und Gefrierpunktserniedrigung von Ammoniakwasser |       |       |       |       |       |       |       |
| Massenanteil in %                                                          | 1     | 5     | 10    | 15    | 20    | 26    | 30    |
| c (mol/L)                                                                  | 0,58  | 2,87  | 5,62  | 8,28  | 10,84 | 13,80 | 15,71 |
| ρ (g/cm³)                                                                  | 0,996 | 0,979 | 0,958 | 0,941 | 0,925 | 0,906 | 0,894 |
| ∆T (K)                                                                     | 1,13  | 6,08  | 13,55 | 23,32 | 36,42 | 60,77 | 84,06 |

Unter verdünntem Ammoniak wird im Laborbereich oft eine 1- bis 2-molare Lösung (Massenanteil 1,75 bis 3,5 %) und unter konzentriertem Ammoniak Lösungen mit den handelsüblichen Konzentrationen von 16,5 mol/L (32 %) oder 13,4 mol/L (25 %) verstanden.
Konzentrationsangaben von käuflichem Ammoniakwasser beziehen sich nahezu immer auf den Gehalt von Ammoniakgas (NH3) in Wasser und nicht auf den Gehalt von „Ammoniumhydroxid“ in Wasser. Eine 25%ige Lösung von Ammoniakwasser enthält dementsprechend 25 g Ammoniak in 100 g Lösung. Auf „Ammoniumhydroxid“ gerechnet, das zusätzlich ein Wassermolekül vereinnahmt, wäre diese Lösung 51,5%ig.
Bei Tieftemperatur kann Ammoniak-Hydrat (NH3·H2O) isoliert werden, das bei −79 °C schmilzt. Dabei handelt es sich um kristallines Ammoniak mit angelagertem Wasser.

### Lösungsvorgang und Säure-Base-Reaktion
In wässrigen Lösungen liegt die Hauptmenge des Ammoniaks molekular gelöst vor. Zwischen Wasser- und Ammoniakmolekülen wirken Wasserstoffbrückenbindungen. Sie sind die Ursache für die hohe Löslichkeit und wirken an den Wasserstoff- und den Stickstoffatomen des Ammoniaks:
{\displaystyle \mathrm {H_{2}O\cdots H-NH_{2}} }
{\displaystyle \mathrm {HO-H\cdots NH_{3}} }
In einer Säure-Base-Reaktion zwischen Ammoniak und Wasser bilden sich Ammonium- (NH4+) und Hydroxidionen (OH−):
{\displaystyle \mathrm {NH_{3}+H_{2}O\rightleftharpoons NH_{4}^{+}+OH^{-}} }.
Das Gleichgewicht liegt deutlich auf der linken Seite der Reaktion. Die Basenkonstante KB
{\displaystyle K_{\mathrm {B} }={\frac {c\mathrm {[NH_{4}^{+}]} \cdot c\mathrm {[OH^{-}]} }{c\mathrm {[NH_{3}]} }}=1{,}75\cdot 10^{-5}}
von Ammoniak liegt bei 1,75 · 10−5 (pKB = 4,75). Damit ist Ammoniak eine nur mittelstarke Base. Der Dissoziationsgrad ist sehr gering. In Abhängigkeit von der Konzentration liegt dieser nur etwa zwischen 0,1 % und 1 %.
| Gleichgewichtskonzentrationen von gelöstem Ammoniak und Ammoniumionen im Ammoniakwasser verschiedener Ausgangskonzentration |       |       |       |       |       |       |        |
| Ausgangskonzentration in mol·l−1                                                                                            | 0,1   | 0,5   | 1     | 2     | 5     | 10    | 15     |
| Gleichgewichtskonzentration (NH3) in mol·l−1                                                                                | 0,099 | 0,497 | 0,996 | 1,994 | 4,991 | 9,987 | 14,984 |
| Gleichgewichtskonzentration (NH4+) in mol·l−1                                                                               | 0,001 | 0,003 | 0,004 | 0,006 | 0,009 | 0,013 | 0,016  |
| Protonierungsgrad in mol%                                                                                                   | 1,3   | 0,59  | 0,42  | 0,30  | 0,19  | 0,13  | 0,11   |

## Verwendung
Ammoniakwasser wird als Zusatz bei Reinigungsmitteln für den Haushalt (z. B. in Glasreinigern) und zur Neutralisation von Chlor und Formaldehyd nach Desinfektionsmaßnahmen verwendet. In der Technik wird es zum Beispiel zur Reinigung von verzinktem Stahl zur anschließenden Lackierung (ammoniakalische Netzmittelwäsche) eingesetzt.
In der Bleicherei und in der Färberei wird es als preiswerte basische Lösung verwendet. In der Lebensmittelchemie kommt es als Säureregulator zum Einsatz und dient darüber hinaus dem Aufschluss von Milcheiweiß, Kakaoerzeugnissen und Eiprodukten. Die Lebensmittelzusatzstoff-Kennzeichnung ist E 527.
In der Holzverarbeitung wird Ammoniakwasser für eine „Räuchern“ genannte Technik genutzt: Tannin-haltige Hölzer wie Eiche, Kastanie und Robinie werden über längere Zeit (halbe Tage bis hin zu einer Woche) dem Ammoniak-Dampf ausgesetzt. Die Gerbstoffe im Holz reagieren mit dem Ammoniak und lösen eine Farbveränderung hin zu dunklem Braun aus. Vor dem Zugang zu Industriebeizen wurden neue Eichenmöbel einige Zeit über Stallungen gelagert, damit der aus dem Tier-Dung austretende Ammoniak-Dampf das Holz dunkelbraun färbt.
In den USA wird Ammoniakwasser zur Keimabtötung verwendet, um aus Schlachtresten Hackfleischzusatz zu gewinnen (abwertend Pink Slime genannt), sowie zur Verlängerung der Haltbarkeit von Fleischerzeugnissen. In der EU ist es für Bio-Lebensmittel nur bei der Gelatineherstellung zugelassen, ebenso in der Schweiz. Seit Anfang 2019 ist bei Bio Suisse die Verwendung von Ammoniakwasser als Hilfsstoff für Überzugsmittel für gekochte Eier zugelassen.
Im Kalina-Kreisprozess wird der vom Mischverhältnis des Ammoniakwassers abhängige niedere Siedepunkt zum Antrieb von Dampfturbinen mit niederen Temperaturen und der damit verbundenen höheren Wirkung genutzt.

## Sicherheitshinweise
Verschlucken von Ammoniakwasser ruft heftige Schmerzen, Gastritis, blutiges Erbrechen, Lungen- und Stimmschädigungen hervor, die oft tödlichen Ausgang haben. Weiterhin greift es die Augen an. Aus Ammoniakwasser können erhebliche Mengen Ammoniak freigesetzt werden, das beim Einatmen schwere Gesundheitsschäden hervorrufen kann.